# Carter (Oklahoma)
Carter is een plaats (town) in de Amerikaanse staat Oklahoma, en valt bestuurlijk gezien onder Beckham County.

## Demografie
Bij de volkstelling in 2000 werd het aantal inwoners vastgesteld op 254.
In 2006 is het aantal inwoners door het United States Census Bureau geschat op 265, een stijging van 11 (4,3%).

## Geografie
Volgens het United States Census Bureau beslaat de plaats een oppervlakte van
1,2 km², geheel bestaande uit land.

## Plaatsen in de nabije omgeving
De onderstaande figuur toont nabijgelegen plaatsen in een straal van 32 km rond Carter.